# Film in 1991
Dit artikel gaat over de film in het jaar 1991.

## Succesvolste films
De tien films uit 1991 die het meest opbrachten.
| Rang | Titel                         | Distributeur             | Opbrengst wereldwijd |
| ---- | ----------------------------- | ------------------------ | -------------------- |
| 1    | Terminator 2: Judgment Day    | TriStar Pictures         | $ 516.950.043        |
| 2    | Robin Hood: Prince of Thieves | Warner Bros.             | $ 390.493.908        |
| 3    | Belle en het Beest            | Walt Disney Pictures     | $ 331.907.151        |
| 4    | Hook                          | Sony Pictures            | $ 300.854.823        |
| 5    | The Silence of the Lambs      | MGM                      | $ 272.742.922        |
| 6    | JFK                           | Warner Bros.             | $ 205.405.498        |
| 7    | The Addams Family             | Paramount Pictures / MGM | $ 191.502.426        |
| 8    | Cape Fear                     | Universal Pictures       | $ 182.291.969        |
| 9    | Hot Shots!                    | 20th Century Fox         | $ 181.096.164        |
| 10   | City Slickers                 | Sony Pictures            | $ 179.033.791        |

## Lijst van films
- 29th Street
- 35 Up
- The Addams Family
- The Adjuster
- All I Want for Christmas
- At Play in the Fields of the Lord
- Atlantis
- Backdraft
- Barton Fink
- Beauty and the Beast
- La Belle Noiseuse
- Bill & Ted's Bogus Journey
- Billy Bathgate
- Blue Desert
- Boyz n the Hood
- Brother Future
- Bugsy
- The Butcher's Wife
- Cape Fear
- Career Opportunities
- Child's Play 3
- City of Hope
- City Slickers
- Class Action
- Close to Eden
- Closet Land
- The Commitments
- Company Business
- Curly Sue
- Days of Being Wild
- Dead Again
- Deceived
- Defending Your Life
- Defenseless
- Delicatessen
- Delirious
- Doc Hollywood
- The Doctor
- Don't Tell Mom the Babysitter's Dead
- The Doors
- Double Impact
- La Double Vie de Véronique
- Dutch
- Dying Young
- Europa
- F/X2
- Father of the Bride
- The Fisher King
- Flight of the Intruder
- For the Boys
- Frankie and Johnny
- Freddy's Dead: The Final Nightmare
- Fried Green Tomatoes
- Godzilla vs. King Ghidorah
- Grand Canyon
- Guilty by Suspicion
- The Hard Way
- Harley Davidson and the Marlboro Man
- He Said, She Said
- Highlander II: The Quickening
- Hook
- Hot Shots!
- The Hours and Times
- Hudson Hawk
- If Looks Could Kill - Teen Agent
- Impromptu
- The Indian Runner
- JFK
- Jungle Fever
- King Ralph
- A Kiss Before Dying
- Knight Rider 2000
- L.A. Story
- The Last Boy Scout
- Life Stinks
- Little Man Tate
- Married to It
- The Marrying Man
- McBain
- Mediterraneo
- Meet the Applegates
- Men of Respect
- Mississippi Masala
- Mobsters
- Mortal Thoughts
- My Girl
- My Own Private Idaho
- Mystery Date
- The Naked Gun 2½: The Smell of Fear
- Naked Lunch
- Necessary Roughness
- New Jack City
- Night on Earth
- Not Without My Daughter
- Nothing But Trouble
- Oerga
- Once a Thief
- One Good Cop
- Only the Lonely
- Oscar
- Other People's Money
- Out for Justice
- Pappa ante Portas
- Paradise
- The People Under the Stairs
- The Perfect Weapon
- Point Break
- Poison
- The Prince of Tides
- Problem Child 2
- Pure Luck
- A Rage in Harlem
- Rambling Rose
- Regarding Henry
- The Reincarnation of Khensur Rinpoche
- Return to the Blue Lagoon
- Ricochet
- Robin Hood: Prince of Thieves
- Rock-A-Doodle
- The Rocketeer
- Run
- Rush
- Sebastian Star Bear: First Mission
- Sgt. Kabukiman N.Y.P.D.
- Shattered
- Shout
- Showdown in Little Tokyo
- The Silence of the Lambs
- Slacker
- Sleeping with the Enemy
- Star Trek VI: The Undiscovered Country
- Stone Cold
- Strictly Business
- Stroomopwaarts
- The Super
- Switch
- The Taking of Beverly Hills
- Teenage Mutant Ninja Turtles II: The Secret of the Ooze
- Tempo di uccidere
- Terminator 2: Judgment Day
- Thelma & Louise
- Toy Soldiers
- Van Gogh
- What About Bob?
- White Fang
- Wild Hearts Can't Be Broken
- Year of the Gun

## Lijst van Nederlandse films
- Beertje Sebastiaan: De geheime opdracht (animatie)
- Een dubbeltje te weinig
- Elias of het gevecht met de nachtegalen
- Eline Vere
- Intensive care
- De laatste sessie
- Het labyrint der lusten
- De nacht van de wilde ezels
- De onfatsoenlijke vrouw
- Oh Boy!
- Openbaringen van een slapeloze
- De provincie
- De tranen van Maria Machita

## Geboren
- 10 februari – Emma Roberts, actrice
- 17 februari – Bonnie Wright, actrice
- 2 april – Jamie Lynn Spears, actrice

## Overleden
- 18 maart – Vilma Bánky, actrice
- 19 juni – Jean Arthur, actrice
- 1 juli – Michael Landon, acteur
- 2 juli – Lee Remick, actrice
- 3 september – Frank Capra , filmregisseur
- 8 september – Brad Davis, acteur
- 2 november – Irwin Allen , regisseur
- 6 november – Gene Tierney, actrice
- 9 november – Yves Montand, acteur
- 23 november – Klaus Kinski, acteur
- 12 december – Eleanor Boardman, actrice

1870-1879 · 1880-1889 · 1890 · 1891 · 1892 · 1893 · 1894 · 1895 · 1896 · 1897 · 1898 · 1899 · 1900 · 1901 · 1902 · 1903 · 1904 · 1905 · 1906 · 1907 · 1908 · 1909 · 1910 · 1911 · 1912 · 1913 · 1914 · 1915 · 1916 · 1917 · 1918 · 1919 · 1920 · 1921 · 1922 · 1923 · 1924 · 1925 · 1926 · 1927 · 1928 · 1929 · 1930 · 1931 · 1932 · 1933 · 1934 · 1935 · 1936 · 1937 · 1938 · 1939 · 1940 · 1941 · 1942 · 1943 · 1944 · 1945 · 1946 · 1947 · 1948 · 1949 · 1950 · 1951 · 1952 · 1953 · 1954 · 1955 · 1956 · 1957 · 1958 · 1959 · 1960 · 1961 · 1962 · 1963 · 1964 · 1965 · 1966 · 1967 · 1968 · 1969 · 1970 · 1971 · 1972 · 1973 · 1974 · 1975 · 1976 · 1977 · 1978 · 1979 · 1980 · 1981 · 1982 · 1983 · 1984 · 1985 · 1986 · 1987 · 1988 · 1989 · 1990 · 1991 · 1992 · 1993 · 1994 · 1995 · 1996 · 1997 · 1998 · 1999 · 2000 · 2001 · 2002 · 2003 · 2004 · 2005 · 2006 · 2007 · 2008 · 2009 · 2010 · 2011 · 2012 · 2013 · 2014 · 2015 · 2016 · 2017 · 2018 · 2019 · 2020 · 2021 · 2022 · 2023 · 2024 · 2025